# 安承启
安承启，清朝人，清朝政治人物。
安承启曾于1666年接替邹宏任上海县知县一职，1666年由范念祖接任。